# Laura Asadauskaitė
Laura Asadauskaitė (Vilnius, 28 februari 1984) is een atleet uit Litouwen.
Op de wereldkampioenschappen moderne vijfkamp 2007 en 2011 werd Asadauskaitė derde.
Op de Olympische Zomerspelen van Beijing in 2008 werd Asadauskaitė 14e op de moderne vijfkamp.
Vier jaar later op de Olympische Zomerspelen van Londen behaalde ze de gouden medaille. Op de Olympische Spelen van Rio de Janeiro in 2016 werd ze slechts 30e. Voor de Olympische Spelen van Tokyo in 2020/2021 heeft ze zich geplaatst door het winnen van de World Cup in 2019.

## Privé
In 2009 huwde Asadauskaitė moderne vijfkamper Andrejus Zadneprovskis en kregen ze samen een dochter.
- World Athletics: 14510908
- Virtual International Authority File: 1200154260550324480004

2000: Stephanie Cook ·
2004: Zsuzsanna Vörös ·
2008: Lena Schöneborn ·
2012: Laura Asadauskaitė ·
2016: Chloe Esposito ·
2020: Kate French ·
2024: Michelle Gulyás